# One Hot Minute
One Hot Minute е шести студиен албум на американската фънк рок група Ред Хот Чили Пепърс, издаден на 12 септември 1995. Албумът е единствен в каталога на групата записан с китариста на Jane's Addiction, Дейв Наваро, след напускането на Джон Фрушанте, през май 1992.

## Предистория
Ред Хот Чили Пепърс стартират турнето Blood Sugar Sex Magik в края на 1991 година. Подгряващи групи през двете години на концерти са Пърл Джем, Нирвана, Смашинг Пъмпкинс, Rollins Band, X, Buglamp и The Family Stand. По същото време Джон Фрушанте демонстрира незаинтересованост на сцената, разочарован от нарасналата популярност на групата в месеците след издаването на Blood Sugar Sex Magik Джон прекарва повечето време на турнето заедно с приятелката си Тони, отбягвайки останалите в групата. Отчуждението и раздразнеността на китариста почва да се отразява и на сценичните, изпълнения. Един от най-явните примери е изпълнение на песента „Under the Bridge“ в шоуто Saturday Night Live, където Фрушанте нарочно саботира останалите, след като е ритнат от Антъни Кийдис по време на изпълнение на предишната песен Stone Cold Bush. Въпреки това изпълнение, сингълът успява да увеличи продажбите на Blood Sugar Sex Magik. Проблемите на Джон съпроводени с употреба на наркотици довеждат до напускането му на Ред Хот Чили Пепърс по време на японската част от турнето. Последната му изява с групата е 92-рия концерт от Blood Sugar Sex Magik Tour в Сайтама, Япония на 7 май 1992. Предстоящите концерти в Токио и Киото са отложени. За подготовка към австралийската част от турнето за китарист е викнат Зандер Шлос, който не успява да впечатли Флий и Кийдис. Впоследствие, концертите в Австралия са отложени. По време на нови прослушвания за китарист участват няколко души, сред които личи името на Бъкетхед, но в крайна сметка групата се спира на Арик Маршъл от Marshall Plan. Той разполага само с 3 седмици преди групата да оглави фестивала Лолаполоца. В останалите 57 концерта от турнето Арик Маршъл се справя с ролята на заместник на Фрушанте. Последното му участие с групата се състои на 24 февруари 1993 на церемонията за награждаванията „Грами“. Лятната част от турнето през 1993 година е отменено, поради преумора на Флий. Скоро Арик Маршъл е уволнен от Ред Хот Чили Пепърс. Групата наема Джеси Тобаяс, който също не успява да се наложи в Ред Хот Чили Пепърс. На негово място Чад Смит предлага на групата да се свържат с Дейв Наваро, който приема да се приъседини към тях в края на 1993. След кратка пауза от няколко месеца, групата свири на фестивала Удсток '94, където Дейв Наваро дебютира на живо.

## Запис
Индивидуалист в работата, Дейв Наваро предпочита да записва китарните партии в усамотение, което не се харесва на Ред Хот Чили Пепърс, които са свикнали да свирят в продуктивни джемове още от времето на Хилел Словак през 80-те.. По същото време Антъни Кийдис отново се пристрастява към хероина след 5 години на въздържание, което незабелязано от останалите в групата забява процеса на творене на песните. Повечето песни са тематично свързани именно несъзнателно с проблемите на Антъни Кийдис с наркотиците. Голяма част от тях са оформени на Хаваите, още преди групата да влезе в студио за записите.. Продуцент за втори пореден път е избран Рик Рубин. Мнозина не осъзнават, че Кийдис отново се е върнал към предишния си живот на редовна употреба на хероин, като баща му дори изпраща тениска с надпис „6 години въздържател“.
Песента Aeroplane, в която присъстват гласовете на Клара, дъщерята на Флий и нейните съученици, е една от по-забързаните в албума, но все пак е свързана тематично с наркотичните проблеми на Антъни Кийдис. Другата песен Tearjerker е написана в памет на Кърт Кобейн от Нирвана. One Hot Minute е първи и единствен път, когато Флий се изявява като солов автор на песен в каталога на групата в песента Pea. Същевременно това е албумът, в който той твори значителна част от песните, поради проблемите на Кийдис с хероина (най-значително в песните Deep Kick и Transcending).
One Hot Minute се отличава от Blood Sugar Sex Magik по увеличената употреба на хевиметъл рифове на Дейв Наваро, който споделя пред списание Guitar World през 1996: „Фънкът не ми е особено в кръвта, но все пак свиренето в група с други трима души наистина ме вдъхновява.“ Записите на One Hot Minute отнемат повече от година, през които групата преминава през доста раздразнителни процеси, особено за Дейв Наваро, през които той усеща отчуждението на останалите трима в групата.

## Приемане
One Hot Minute е издаден на 12 септември 1995. Сертифициран е със златен статут само след 2 месеца на 11 ноември 1995, като оттогава е отличен с двойно платинен статут в Съединените американски щати. Албумът достига 4 позиция в класацията на Billboard Top 200. Сингълът My Friends достига върха на рок класациите.

## Състав
- Антъни Кийдис – вокали
- Дейв Наваро – китара, беквокали
- Флий – бас китара, беквокали, вокал в песента Pea
- Чад Смит – барабани
- Рик Рубин – продуцент
- Марк Райдън – фотографии
- Лени Кастро – перкусии в песните Walkabout, My Friends, One Hot Minute, Deep Kick и Tearjerker
- Джон Лури – хармоника в песента One Hot Minute
- Трий – цигулка в песента Tearjerker
- Стифън Пъркинс – перкусии в песента One Big Mob
- Кристен Вигард – беквокали в песента Falling into Grace
- Ейми Еко – беквокали в песните One Hot Minute and One Big Mob
- Гурмук Каур Калса – скандирания в песента Falling into Grace